# ابراهیم پاشا بابان
ابراهیم احمد سلیمان پاشا بابان معروف به ابراهیم پاشا بابان (کردی: ئیبراهیم پاشای بابان) یکی از مشهورترین شاهزادگان خانواده کرد بابان و رهبر سلسه بابان بود؛ یکی از برجسته‌ترین کار‌های او تأسیس شهر سلیمانیه در سال ۱۷۸۴ بود.

## پیشینه
سلیمانیه در زمان سلطنت ابراهیم پاشا از خاندان بابان ساخته شد که از سال ۱۷۸۳ تا ۱۸۰۳ سلطنت کرد، بابان آخرین امیرنشین کردی بود که بر بخش‌هایی از جنوب کردستان حکومت می‌کرد. این سلسله قدرتمند توسط بابا سلیمان تأسیس شد که در قرن هفدهم، در جنگ علیه صفویان خدمات مهمی به عثمانی‌ها ارائه داد و به همین دلیل با هر آنچه که توانست فتح کند، پاداش گرفت. در سال ۱۷۸۳ ابراهیم پاشا پایتخت بابان را به سلیمانیه، شهر جدیدی که ساخته بود و آن را به نام پدربزرگش بابا سلیمان، نامگذاری کرده بود، منتقل کرد.

## همچنین ببینید
- عبدالرحمن پاشا بابان
- بابان
- سلیمانیه